# 張信
張 信（ちょう しん、生年不詳 - 1444年）は、明代の軍人。本貫は泗州臨淮県。

## 生涯
父の張興の官を嗣いで、永寧衛指揮僉事となった。普定・平越に移って守備し、功績を重ねて都指揮僉事に進んだ。1398年（洪武31年）、建文帝が即位すると、張信は大臣の推薦を受けて北平都指揮使司に任じられた。1399年（建文元年）、張信は建文帝の密詔を受けて、張昺・謝貴とともに燕王朱棣を陥れることになった。張信は思い悩んで何も手がつかなくなった。母が怪んで逡巡する理由を問うと、張信は密詔のことを告白した。母は驚いて「いけません。おまえの父は事あるごとに王気が燕にあると言っていました。おまえが軽挙妄動しては家族を滅ぼします」といった。朱棣は病を称して、張信が三たび燕王邸を訪れても、会おうとしなかった。張信は強く要請して、床下を這って邸に入った。張信がひそかに情報を朱棣に渡すと、朱棣は驚いて立ち上がり、諸将を召し出して蜂起の計画を定め、起兵して九門を奪取した。1402年（建文4年）、朱棣が南京に入ると、功を論じられて都督僉事に進んだ。隆平侯に封じられ、1000石の禄を賜り、伯爵を世襲する権利を与えられた。
永楽帝（朱棣）は張信を信任して「恩張」と呼んでいた。永楽帝は張信の娘を妃として後宮に入れようとしたが、張信が固辞したため、ますます重用するようになった。藩王の動静や密事を調べることに関しては、すべて張信に任された。張信は永楽帝の信任をたのんで驕慢な振る舞いをするようになった。1410年（永楽8年）冬、都御史の陳瑛は「汗馬の労もなく、かたじけなくも侯爵の位を受けながら、丹陽練湖の八十数里や江陰の官田七十数頃を強引に占有してほしいままに貪っています。役所に下して取り調べさせるようお願いします」と張信を糾弾した。永楽帝は「陳瑛の言はそのとおりである。むかし中山王徐達が沙洲の一区を保有しており、農地を耕して水道を張り巡らせたが、家僮がこれを阻んで利益をほしいままにした。徐達はこれを聞いて、その地を官に帰した。今おまえの何をあえて信じようか」といって、法司に命じて糾明させた。ほどなく以前の勲功によりその罪は不問とされた。1422年（永楽20年）、張信は永楽帝の第三次漠北遠征に従軍し、糧食の運搬を監督した。隰寧で閲兵がおこなわれたとき、張信は病と称して参加しなかったことから、弁事官に左遷された。まもなく復職した。
1424年（永楽22年）、洪熙帝が即位すると、少師の位を加えられ、二官の俸給を支給され、侯爵を世襲する権利を与えられた。1426年（宣徳元年）、楽安州の漢王朱高煦の乱に対する征討に従った。1428年（宣徳3年）、宣徳帝がウリャンカイに親征すると、張信は北京の留守を命じられた。翌年、張信は15000人の軍を監督して黄河の西方を浚渫した。1444年（正統7年）5月、南京で死去した。鄖国公に追封された。諡は恭僖といった。
子の張鏞は自ら功を立てて指揮僉事となったが、張信に先立って死去した。張鏞の子の張淳が隆平侯位を嗣ぎ、その爵位は明の滅亡まで子孫に伝えられた。